# HReview
hReview es un microformato para publicar reseñas de libros, música, películas, restaurantes, negocios, vacaciones, etc. usando (X)HTML en páginas web, usando clases HTML y atributos rel .
El 12 de mayo de 2009, Google anunció que analizaría los microformatos hReview, hCard y hProduct y los usaría para completar las páginas de resultados de búsqueda.